# Théosophie de Tübingen
La Théosophie de Tübingen est une compilation de sentences et d'oracles païens, composée à la fin du Ve-début du VIe siècle apr. J.-C. par un auteur chrétien pour illustrer les principales doctrines chrétiennes.
L'auteur serait Sévère d'Antioche (465-538), selon une hypothèse de Pietr Franco Béatrice (1996).

## Historique du texte
Vers le début du VIe, un auteur byzantin anonyme, peut-être l'évêque Sévère d'Antioche, rédigea en grec une Théosophie dont la plus grande partie est aujourd'hui perdue. Il en existe un résumé, également en grec, composé au VIIIe, gardé dans la bibliothèque personnelle de Johannes Reuchlin (1455-1522), professeur à l'université de Tübingen. Le manuscrit en fut perdu dans un incendie à Strasbourg en 1870, cependant une copie avait été réalisée par le philologue Bernhard Haus en 1580, qui fut confiée à la bibliothèque de l'Université de Tübingen. 
En 1995, Hartmut Erbse regroupa en une seule édition le résumé antique de la Théosophie, une partie sauvegardée du texte original, et des fragments d'ouvrages grecs postérieurs, directement ou indirectement apparentés.

## Contenu
L'ouvrage était divisé en au moins onze livres. L'antique résumé ne mentionne que le sujet des sept premiers, à savoir la « vraie foi », pour s'attarder uniquement aux quatre suivants. L'auteur y cite des oracles ou propos théologiques, attribués aux dieux et aux sages grecs, voire égyptiens, perses ou chaldéens, et en particulier aux Sibylles.
Dans l'introduction, l'auteur de la Théosophie explique qu'il a composé ces derniers livres pour montrer que les oracles des dieux grecs et égyptiens ainsi que les propos théologiques des sages de l'Antiquité visent le même but que l'Écriture divine.
L'ouvrage cite bon nombre d'oracles autrement inconnus, certains sans doute apocryphes, d'autres vraisemblablement authentiques, qui, selon l'auteur, annoncent la venue du Sauveur ou dont il essaie de mettre en relief la parenté avec la doctrine chrétienne.
Exemple d'un oracle, attribué à Apollon : « Tu cherches l'honneur de devenir l'égal de Dieu ; ce n'est pas à ta portée. En Égypte, le seul à avoir reçu cet honneur est le célèbre Hermès ; parmi les Hébreux, Moïse ; et parmi les habitants de Mazaca, le sage qui vécut autrefois sur la terre très célèbre de Tyane [Apollonius de Tyane]. Il est malaisé, en effet, aux yeux mortels de contempler la nature immortelle, à moins d'avoir l'accord divin. »

### Texte
- La Théosophie de Tübingen, dans H. van Kasteel, Oracles et prophétie, éd. Beya, Grez-Doiceau (Belgique), 2011, p. 115-125.

### Études
- Frédéric Alpi et Alain Le Boulluec, « La reconstruction de la Théosophie anonyme proposée par Pier Franco Béatrice : étude critique », Apocrypha, 2004, 15, p. 293-306.
- Pietr Franco Beatrice, « Traditions apocryphes dans la Théosophie de Tübingen », Apocrypha, 1996, 7, p. 109-122.
- H. D. Saffrey, « Connaissance et inconnaissance de Dieu dans la Théosophie de Tübingen », dans Recherches sur le néoplatonisme après Plotin, Paris, Vrin, 1990.
- « Théosophie de Tübingen », dans Dictionnaire des philosophes antiques, publié sous la dir. de Richard Goulet, Paris, CNRS Éd., 2008.

## Liens
Éditions Beya